# Clodoaldo Soto Ruiz
Clodoaldo Soto Ruiz es un autor y académico peruano. Fue profesor de Quechua en la Universidad de Illinois en Urbana-Champaign.

## Educación y carrera
Enseñó Quechua por más de 25 años en la Universidad de Illinois. Soto Ruiz publicó diccionarios, un libro sobre gramática del Quechua ayacuchano, artículos académicos y su manual de enseñanza quechua que es usado por diferentes y estudiantes a nivel mundial.
Durante su tiempo en la Universidad de Illinois publicó el Correo de Lingüística Andina, un boletín anual sobre enseñanza de quechua.

## Premios y reconocimientos
En 2015 Soto Ruiz recibió el Premio Quechua a la Trayectoria de Vida por The Quechua Alliance.

## Obras
- 1976: Diccionario quechua, Ayacucho-Chanca. Ministerio de Educación, Instituto de Estudios Peruanos, Lima, 1976. 183 páginas.
- 1976: Gramática quechua, Ayacucho-Chanca. Ministerio de Educación, Instituto de Estudios Peruanos, Lima, 1976. 182 páginas.
- 1979: Quechua: manual de enseñanza. Lima, Instituto de Estudios Peruanos (IEP). 444 páginas.
- 1988: Quechua: Tres o cinco vocales. Editorial Universidad Nacional de San Cristóbal de Huamanga (UNSCH), Ayacucho.
- 1990: Los contenidos de un alfabeto Quechua. In: Rodolfo Cerrón Palomino, Gustavo Solís Fonseca (eds.): Temas de lingüística amerindia. CONYTEC/GTZ, Lima, pp. 197–211.
- 1995: Cuzco Quechua Grammar. Material to Complement the Teaching of Quechua as a Second Language, April 18, 1995. Center for Latin American and Caribbean Studies, University of Illinois. 133 páginas.
- 1995: Cuzco Quechua Teaching Materials. Center for Latin American and Caribbean Studies, University of Illinois.
- 1993: Quechua: manual de enseñanza. Lima, Instituto de Estudios Peruanos (IEP). 442 páginas, ISBN 9788489303249, 848930324X.
- 2006: Quechua: manual de enseñanza. Lima, Instituto de Estudios Peruanos (IEP). 442 páginas, ISBN 9789972511615, 9972511618.
- 2013: Cuaderno de ejercicios y evaluaciones – Quechua: manual de enseñanza. Lima, Instituto de Estudios Peruanos (IEP). 243 páginas, ISBN 9789972514371, 9972514374.
- 2016: ¿Chaymantaqá? ¿Y después? Quechua avanzado. Quechua: manual de enseñanza. Lima, Instituto de Estudios Peruanos (IEP), ISBN 9789972511615, 9972511618

### Con otros autores
- Zonia Cueto Gálvez, Clodoaldo Soto Ruiz: Briznas andinas. Movimiento de Adolescentes y Niños Trabajadores Hijos de Obreros Cristianos, Lima 1990. 250 páginas.
- Clodoaldo Soto Ruiz, Esteban Quiroz Cisneros, 2012: Quechua-Spanish-English functional dictionary Ayacucho-chanka (Runasimi-kastillanu-inlis llamkaymanaq qullqa Ayakuchu-chanka). San Isidro (Lima), Lluvia Editores. 326 páginas, ISBN 9786124095054, 612409505X.